# Marquesado de Tápies

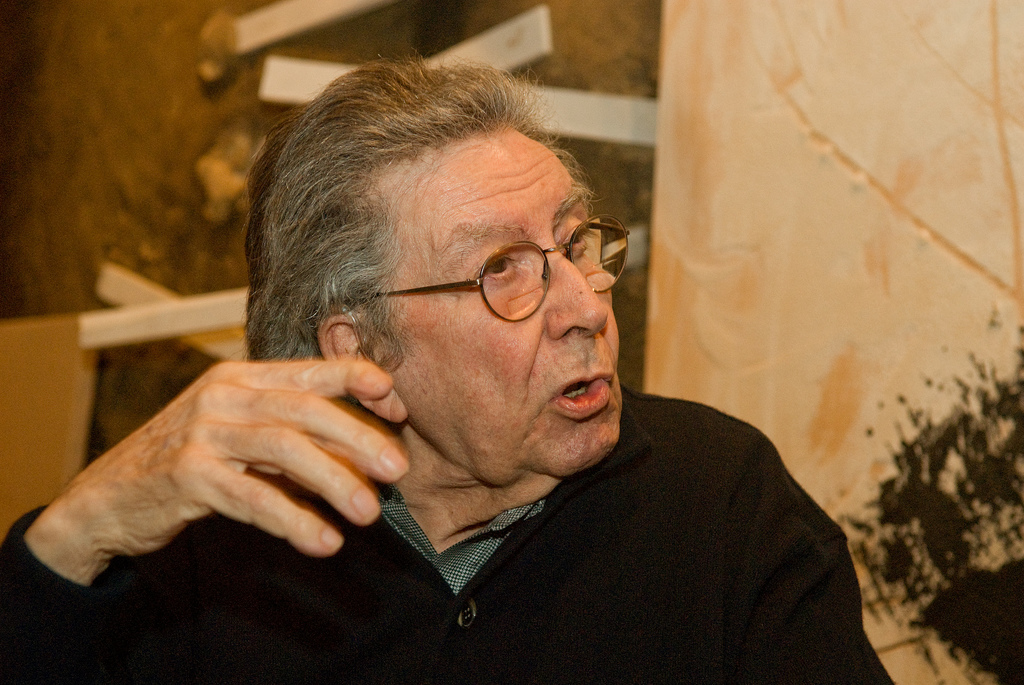
Antoni Tàpies i Puig, I marqués de Tápies.

El marquesado de Tápies es un título nobiliario español creado el 9 de abril de 2010 por el rey Juan Carlos I de España a favor del pintor Antoni Tàpies i Puig, en reconocimiento a su gran labor artística, por la que llegó a ser uno de los pintores españoles contemporáneos que más han influido en la pintura moderna del siglo XX.

## Denominación
La denominación de la dignidad nobiliaria refiere al apellido paterno por el que fue universalmente conocido la persona en la que en su memoria se instituye dicha merced nobiliaria.

## Marqueses de Tápies
|                            | Titular                    | Periodo                    |
| Creación por Juan Carlos I | Creación por Juan Carlos I | Creación por Juan Carlos I |
| -------------------------- | -------------------------- | -------------------------- |
| I                          | Antoni Tàpies i Puig       | 2010-2012                  |
| II                         | Antoni Tàpies i Barba      | 2012-actual titular        |

## Historia de los marqueses de Tápies
- Antoni Tàpies i Puig (1923—2012), I marqués de Tápies, hijo de Josep Tàpies i Mestres, abogado, y de su esposa Maria Puig i Guerra, pintor.

Casó con Teresa Barba i Fàbregas. Tres hijos: Antoni, Clara y Miquel Àngel. Le sucedió el 5 de octubre de 2012 su hijo:
- Antoni Tàpies i Barba (1956-), II marqués de Tápies. Sucedió a su padre el 5 de octubre de 2012, con Real Carta de Sucesión publicada en el BOE de 5 de octubre de 2012.[2]

## Línea de sucesión
- Antoni Tàpies i Puig, I marqués de Tàpies (1923-2012)
  -  Antoni Tàpies i Barba, II marqués de Tàpies (n. 1956)
  - (1) Clara Tàpies Barba (n. 1958)